# Prueba nuclear soviética N.º 219
Prueba nuclear soviética N.º 219 hace referencia a la detonación de una bomba termonuclear llevada a cabo por la Unión Soviética en el archipiélago de Nueva Zembla, el 24 de diciembre de 1962, la cual corresponde al experimento nuclear N° 219 en los registros soviéticos oficiales (1996-1999). Fue la segunda explosión provocada por el hombre más poderosa en la historia.

## Historia

### Antecedentes
El 30 de octubre de 1961 los soviéticos realizaron en Nueva Zembla la detonación del artefacto nuclear más grande creado por el hombre, la Bomba del Zar, con un rendimiento de 50 megatones de energía, más de 3000 veces más poderosa que la bomba nuclear arrojada sobre Hiroshima en Japón. La Bomba del Zar era un dispositivo termonuclear de enormes dimensiones, por lo que un avión Tu-95 tuvo que ser modificado para su entrega. Su gran tamaño estaba pensado más para fines propagandísticos que para su uso real como arma, ya que su transporte aéreo era muy difícil y además era imposible de ser acoplada en una cabeza nuclear para ICBM. Durante 1961 y 1962 los comités soviéticos Arzamas-16 y Chelyabinsk-70 comenzaron a construir ojivas nucleares de alto rendimiento y que pudiesen ser utilizadas como cabezas nucleares para ICBM. La primera prueba se realizó el 19 de septiembre de 1962. Una bomba termonuclear explotó en Nueva Zembla a 3280 m de altura y con un rendimiento de 10000 kilotones.

### Desarrollo
Durante este período el comité Chelyabinsk-70 construyó una ojiva termonuclear de alto rendimiento, limpia (libre o prácticamente libre de fisión nuclear) y destinada a servir de cabeza nuclear para ICBM. Esta bomba tenía un rendimiento nominal de 50 megatones. Se planificó una prueba para 1962, pero se redujo su rendimiento a la mitad para disminuir la lluvia radiactiva. Andrei Sájarov, uno de los físicos del programa nuclear soviético, insistió infructuosamente que se detuvieran las pruebas de estas gigantescas ojivas para no aumentar innecesariamente el polvillo radiactivo de la atmósfera y las lluvias radiactivas. Finalmente la prueba se realizó el 24 de diciembre de 1962. Para la prueba, la carga nuclear fue instalada en la carcasa de una bomba arrojada desde un avión diseñada para ojivas de alto rendimiento (20-50 megatones), que había sido utilizada en otras pruebas nucleares a gran escala en 1962. La bomba medía 2 m de diámetro, 8 m de largo y pesaba 30 toneladas. Al igual que durante la prueba de la Tsar Bomba y otras grandes detonaciones, no existía un avión diseñado para transportar la bomba, por lo que un bombardero Tu-95 fue capacitado para el propósito, removiendo toda la parte inferior del fuselaje. Para garantizar la seguridad de los tripulantes de la nave se desarrolló un sistema de paracaídas para la bomba: 2 paracaídas de escape de 0,52 y 5 m², cuatro paracaídas de freno, de 42 m² y un paracaídas principal, de 1600 m².

### Detonación
La prueba se realizó en la bahía de Mityushija, Sujoy Nos, Isla Norte del Sitio de pruebas de Nueva Zembla, donde previamente se realizaron las otras grandes pruebas mencionadas. El avión arrojó la bomba a velocidades subsónicas, siempre volando a velocidades de entre 20 y 25 m/s, sin superar los 5Gs. El dispositivo explotó a las 11:12 (hora GMT), a una altitud de 3750 m y con un rendimiento de 24,2 megatones (unas 1500 veces más poderosa que la bomba de Hiroshima). El destello fue observable en toda la costa norte de la península. En la noche polar de Belushe, casi 1000 kilómetros al suroeste, se vio como un buen día soleado, pudiéndose leer el periódico por 10-15 segundos. La potencia de la explosión fue de más de 1500 veces la bomba de Hiroshima, lo que la convierte en la segunda prueba nuclear más grande de la historia. Supuestamente fue también la explosión termonuclear más "limpia" de todas ("0% de fisión nuclear"), más aún que la bomba Tsar, con un 3% del rendimiento producido por la fisión.